# Enoplognatha nigromarginata
Enoplognatha nigromarginata är en spindelart som först beskrevs av Lucas 1846.  Enoplognatha nigromarginata ingår i släktet Enoplognatha och familjen klotspindlar. Inga underarter finns listade i Catalogue of Life.